# 京本コレクション
京本コレクションは、かつてバンダイから発売されていたキャラクター玩具シリーズ。

## 概要
当時芸能界でも無類の特撮マニアとして知られていた、俳優の京本政樹が全面プロデュースに携わっており、当時の子供向けフィギュアでは珍しいこだわりのリアルプロポーションによるビッグサイズで発売された。
作品のジャンル別に見ると、「ウルトラマン」シリーズと「仮面ライダー」シリーズが圧倒的に占めていた。カプセルトイの「京本セレクション」や2009年には「京本コレクションNEO」も展開された。
やがて他社から続々とリアルプロポーションによるフィギュアが発売されていったことや、京本自身特撮から疎遠になっていったこともあり、シリーズは自然消滅した。

## ラインナップ
| ナンバー | 品名                                                 | 発売年 | 概要                                           |
| -------- | ---------------------------------------------------- | ------ | ---------------------------------------------- |
| 1        | 仮面ライダー                                         | 1991年 | デザインは旧1号。                              |
| ―――      | 仮面ライダー1号 Web限定版ブロンズバージョン          | 年     |                                                |
| ―――      | 仮面ライダー1号 プラチナバージョン                   | 1999年 | 「石ノ森章太郎展 in DAIBA」の会場限定発売。    |
| 2        | ウルトラマン                                         | 1991年 | デザインはCタイプ。                            |
| 2        | ウルトラマン 特別限定版 黄金の巨神像ヴァージョン     | 1996年 | ウルトラマン生誕30周年記念で限定販売された。   |
| ―――      | ウルトラマン                                         | 2001年 | デザインはBタイプ。                            |
| ―――      | DXウルトラマン                                       | 年     | ベーターカプセルが付属。                       |
| 3        | ウルトラマンG                                        | 1991年 |                                                |
| 3        | ウルトラマンG 特別限定版 黄金の巨神像ヴァージョン    | 1996年 | ウルトラマン生誕30周年記念で限定販売された。   |
| 4        | ウルトラセブン                                       | 1991年 | 頭部のアイスラッガーが脱着可能。               |
| 4        | ウルトラセブン 特別限定版 黄金の巨神像ヴァージョン   | 1997年 | ウルトラセブン生誕30周年記念で限定販売された。 |
| 5        | 仮面ライダー2号                                      | 1991年 | デザインは旧タイプ。                           |
| ―――      | 仮面ライダー2号 Web限定版ブロンズバージョン          | 年     |                                                |
| ―――      | 仮面ライダー2号 ゴールドバージョン                   | 年     | トイズ・ランドの会場限定発売。                 |
| 6        | ウルトラマンタロウ                                   | 1993年 |                                                |
| 7        | 仮面ライダーZO                                       | 1993年 |                                                |
| 8        | 仮面ライダーJ                                        | 1994年 |                                                |
| 9        | ウルトラマンパワード                                 | 1994年 |                                                |
| 9        | ウルトラパワード 特別限定版 黄金の巨神像ヴァージョン | 1996年 | ウルトラマン生誕30周年記念で限定販売された。   |
| 10       | ウルトラマンネオス                                   | 1995年 |                                                |
| 11       | ウルトラマンゼアス                                   | 1995年 |                                                |
| 12       | ウルトラマンティガ                                   | 1996年 |                                                |
| ―――      | ウルトラマンティガ スカイタイプ                      | 1996年 | ハイパーホビー限定発売。                       |
| ―――      | ウルトラマンティガ パワータイプ                      | 1996年 | ハイパーホビー限定発売。                       |
| ―――      | グリッターティガ                                     | 1997年 | ハイパーホビー限定発売。                       |
| 13       | ウルトラマンダイナ                                   | 1997年 |                                                |
| 14       | ウルトラマンガイアV2                                 | 1999年 |                                                |
| ―――      | ウルトラマンガイア 限定版                            | 年     | デザインはV1。                                 |
| ―――      | ウルトラマンガイアV2 吉岡毅志サイン入り              | 年     | 吉岡毅志のトークショーの会場で限定販売された。 |
| 15       | ウルトラマンアグルV2                                 | 1999年 |                                                |
| 16       | 仮面ライダークウガ マイティフォーム                  | 2000年 |                                                |
| ―――      | 仮面ライダークウガ クローイングフォーム              | 2000年 | 東映ヒーローネット限定発売。                   |
| ―――      | 仮面ライダーアギト グランドフォーム                  | 2001年 |                                                |
| ―――      | ウルトラマンコスモス ルナモード                      | 2001年 |                                                |
| ―――      | 仮面ライダー龍騎                                     | 2002年 |                                                |
| ―――      | 仮面ライダーリュウガ                                 | 2002年 | 東映ヒーローネット限定発売。                   |
| ―――      | ウルトラマンネクサス アンファンス                    | 2004年 |                                                |

### K's FACTORY
「京本コレクション」の流れを組んだ新レーベルとして2003年に発表されたものの、「仮面ライダー555」関係のフィギュアのみに終わった。
- 仮面ライダーファイズ
- 仮面ライダーカイザ
- 仮面ライダーファイズ アクセルフォーム(ハイパーホビー限定発売。)

### 京本セレクション
ガシャポンで2003年に発売。第一弾は仮面ライダー編、第二弾はウルトラマン編だった。
- 仮面ライダーファム(KMTS1-01)
- 仮面ライダー王蛇(KMTS1-02)
- 仮面ライダーアギト・グランドフォーム(KMTS1-03)
- 仮面ライダーファイズ(KMTS1-04)
- 国枝教授(KMTS1-05) - このキャラクターは「仮面ライダーアギト」で京本が演じた。したがって本品は京本自身のフィギュアでもある。
- ウルトラマン(KMTS2-01)
- ウルトラマンタロウ(KMTS2-02)
- ウルトラマンティガ(KMTS2-03)
- ウルトラマンネクサス・ジュネッス(KMTS2-04)
- イーヴィルティガ(KMTS2-05)

### 京本コレクションNEO
京本コレクションの新装版として2009年に復活したものの、「ウルトラマンAタイプ」のリリースのみに留まった。パッケージの題字は雨宮慶太が担当した。